# Rakytie (Malá Fatra)
Rakytie (741 m n. m.) je vrchol v nejsevernějším výběžku Lúčanské Malé Fatry, v okrese Žilina. Leží v katastru obce Strečno. 

## Poloha
Vrch se nachází na severním konci hlavního hřebene Lúčanské Malé Fatry, přibližně 1 km jižně od Strečnianského hradu. Východní i severní úpatí obtéká Váh, severovýchodním směrem se táhne hřeben s vrchem Domašín, vytvářející domašínský meandr.  Ze zarostlého vrcholu není výhled, částečný umožňují výseky, vedoucí pod vedením vysokého napětí.

## Doprava
Úpatím vrchu prochází důležitý dopravní tah E50 v trase silnice I / 18, spojující Žilinu s Martinem. Pod severovýchodní okraj vrchu vede dvojice tunelů železniční trati Žilina - Košice. 

## Přístup
Na vrchol nevede značený chodník a přístup je možný odbočením z  červeně značeného chodníku od Strečnianského hradu v sedle Rakytie. Ze Strečna vede do sedla asfaltová lesní cesta, kterou využívají horští cyklisté, směřující do nebo ze sedla Javorina. 